# Oxyopes delesserti
Oxyopes delesserti là một loài nhện trong họ Oxyopidae.
Loài này thuộc chi Oxyopes. Oxyopes delesserti được Lodovico di Caporiacco miêu tả năm 1947.